# Дача Ирис
Дача Ирис Муравьевой — особняк начала XX века в посёлке Семеиз в Крыму, спроектированный и построенный техником A. A. Померанцевым для Муравьёвой В. Б. (современный адрес ул. Советская, 52А).

## Дача Ирис
В начале XX века, до 1907 года, Вера Богдановна Муравьёва приобрела у владельцев Нового Симеиза И. С. Мальцова и Н. С. Мальцова дачный участок № 70 в центральной части Нового Симеиза площадью 369 квадратных саженей (примерно 16,8 сотки). Время начала и окончания строительства здания ещё не установлено. Известно что на 1911 год трёхэтажная дача, автором проекта и строителем которой был техник Александр Андреевич Померанцев, на 14 комнат «с содержанием пансиона» уже действовала, часть комнат занимали хозяева. 14 июля 1917 года Вера Богдановна Муравьёва продаёт дачу Екатерине Петровне Ножевниковой, самой же Вере Богдановне в годы гражданской войны удалось эмигрировать.

## После революции
16 декабря 1920 года приказом председателя Революционного комитета Крыма были изъяты «из частного владения как разных ведомств, так и частных лиц все имения Южного берега Крыма в районе от Судака до Севастополя включительно» и передавались в ведение специально созданного Управления Южсовхоза. Бывшая дача Муравьёвой была национализирована и превращена в многоквартирный жилой дом. На 2022 год бывшая дача — 2-х этажный жилой дом на 28 квартир (по 14 на этаже), общей площадью 395,90 м², в котором проживает 42 человека.